# Championnat d'Europe masculin de volley-ball des moins de 19 ans 2003
Navigation
République tchèque 2001 Lettonie 2005
Le 5e championnat d'Europe de volley-ball masculin des moins de 19 ans s'est déroulé du 12 au 17 avril 2003 à Zagreb (Croatie).

## Composition des groupes
| Poule 1                                        | Poule 2                                          |
| ---------------------------------------------- | ------------------------------------------------ |
| Site : Zagreb Italie Russie Slovaquie Tchéquie | Site : Zagreb Allemagne Croatie Pays-Bas Pologne |

## Tour préliminaire

### Poule 1
| No | Équipe    | Points | Matches | Matches | Matches | Sets | Sets   | Sets  | Points | Points | Points |
| No | Équipe    | Points | joués   | gagnés  | perdus  | pour | contre | Ratio | pour   | contre | Ratio  |
| -- | --------- | ------ | ------- | ------- | ------- | ---- | ------ | ----- | ------ | ------ | ------ |
| 1  | Russie    | 3      | 3       | 0       | 6       | 9    | 2      | 4.500 | 262    | 199    | 1.317  |
| 2  | Italie    | 3      | 2       | 1       | 5       | 8    | 3      | 2.667 | 243    | 215    | 1.130  |
| 3  | Tchéquie  | 3      | 1       | 2       | 4       | 3    | 6      | 0.500 | 182    | 215    | 0.847  |
| 4  | Slovaquie | 3      | 0       | 3       | 3       | 0    | 9      | 0.000 | 169    | 227    | 0.744  |

### Poule 2
| No | Équipe    | Points | Matches | Matches | Matches | Sets | Sets   | Sets  | Points | Points | Points |
| No | Équipe    | Points | joués   | gagnés  | perdus  | pour | contre | Ratio | pour   | contre | Ratio  |
| -- | --------- | ------ | ------- | ------- | ------- | ---- | ------ | ----- | ------ | ------ | ------ |
| 1  | Pologne   | 3      | 3       | 0       | 6       | 9    | 4      | 2.250 | 291    | 267    | 1.090  |
| 2  | Allemagne | 3      | 2       | 1       | 5       | 8    | 4      | 2.000 | 275    | 227    | 1.211  |
| 3  | Pays-Bas  | 3      | 1       | 2       | 4       | 6    | 6      | 1.000 | 258    | 256    | 1.008  |
| 4  | Croatie   | 3      | 0       | 3       | 3       | 0    | 9      | 0.000 | 154    | 228    | 0.675  |

## Tour final

### Classement 5-8
|  | Tour de classement                               | Tour de classement                               |          |   | 5e place                                         | 5e place                                         |
|  | Tour de classement                               | Tour de classement                               |          |   | 5e place                                         | 5e place                                         |
|  |                                                  |                                                  |          |   |                                                  |                                                  |
|  | Zagreb, 16-04-03 (23:25 25:20 20:25 25:23 13:15) | Zagreb, 16-04-03 (23:25 25:20 20:25 25:23 13:15) |          |   | Zagreb, 17-04-03 (20:25 25:23 25:21 16:25 15:11) | Zagreb, 17-04-03 (20:25 25:23 25:21 16:25 15:11) |
|  | Zagreb, 16-04-03 (23:25 25:20 20:25 25:23 13:15) | Zagreb, 16-04-03 (23:25 25:20 20:25 25:23 13:15) |          |   | Zagreb, 17-04-03 (20:25 25:23 25:21 16:25 15:11) | Zagreb, 17-04-03 (20:25 25:23 25:21 16:25 15:11) |
|  | Slovaquie                                        | 2                                                |          |   | Zagreb, 17-04-03 (20:25 25:23 25:21 16:25 15:11) | Zagreb, 17-04-03 (20:25 25:23 25:21 16:25 15:11) |
|  | Slovaquie                                        | 2                                                |          |   | Zagreb, 17-04-03 (20:25 25:23 25:21 16:25 15:11) | Zagreb, 17-04-03 (20:25 25:23 25:21 16:25 15:11) |
|  | Pays-Bas                                         | 3                                                |          |   | Zagreb, 17-04-03 (20:25 25:23 25:21 16:25 15:11) | Zagreb, 17-04-03 (20:25 25:23 25:21 16:25 15:11) |
|  | Pays-Bas                                         | 3                                                | Pays-Bas | 3 |                                                  |                                                  |
|  | Zagreb, 16-04-03 (25:9 25:13 25:21)              |                                                  | Pays-Bas | 3 |                                                  |                                                  |
|  |                                                  | Tchéquie                                         | 2        |   |                                                  |                                                  |
|  | Tchéquie                                         | Tchéquie                                         | 2        | 3 |                                                  |                                                  |
|  | Tchéquie                                         |                                                  |          | 3 |                                                  |                                                  |
|  | Croatie                                          | 0                                                |          |   |                                                  |                                                  |
|  | Croatie                                          | 0                                                | 7e place |   |                                                  |                                                  |
|  |                                                  |                                                  |          |   |                                                  |                                                  |
|  | Zagreb, 17-04-03 (25:12 25:14 25:20)             |                                                  |          |   |                                                  |                                                  |
|  |                                                  |                                                  |          |   |                                                  |                                                  |
|  | Slovaquie                                        | 3                                                |          |   |                                                  |                                                  |
|  | Slovaquie                                        | 3                                                |          |   |                                                  |                                                  |
|  | Croatie                                          | 0                                                |          |   |                                                  |                                                  |
|  | Croatie                                          | 0                                                |          |   |                                                  |                                                  |

### Classement 1-4
|  | Demi-finales                                     | Demi-finales                                     |                        |   | Finale                               | Finale                               |
|  | Demi-finales                                     | Demi-finales                                     |                        |   | Finale                               | Finale                               |
|  |                                                  |                                                  |                        |   |                                      |                                      |
|  | Zagreb, 16-04-03 (25:16 30:32 25:27 25:23 11:15) | Zagreb, 16-04-03 (25:16 30:32 25:27 25:23 11:15) |                        |   | Zagreb, 17-04-03 (19:25 26:28 15:25) | Zagreb, 17-04-03 (19:25 26:28 15:25) |
|  | Zagreb, 16-04-03 (25:16 30:32 25:27 25:23 11:15) | Zagreb, 16-04-03 (25:16 30:32 25:27 25:23 11:15) |                        |   | Zagreb, 17-04-03 (19:25 26:28 15:25) | Zagreb, 17-04-03 (19:25 26:28 15:25) |
|  | Italie                                           | 2                                                |                        |   | Zagreb, 17-04-03 (19:25 26:28 15:25) | Zagreb, 17-04-03 (19:25 26:28 15:25) |
|  | Italie                                           | 2                                                |                        |   | Zagreb, 17-04-03 (19:25 26:28 15:25) | Zagreb, 17-04-03 (19:25 26:28 15:25) |
|  | Pologne                                          | 3                                                |                        |   | Zagreb, 17-04-03 (19:25 26:28 15:25) | Zagreb, 17-04-03 (19:25 26:28 15:25) |
|  | Pologne                                          | 3                                                | Pologne                | 0 |                                      |                                      |
|  | Zagreb, 16-04-03 (25:15 25:18 25:21)             |                                                  | Pologne                | 0 |                                      |                                      |
|  |                                                  | Russie                                           | 3                      |   |                                      |                                      |
|  | Russie                                           | Russie                                           | 3                      | 3 |                                      |                                      |
|  | Russie                                           |                                                  |                        | 3 |                                      |                                      |
|  | Allemagne                                        | 0                                                |                        |   |                                      |                                      |
|  | Allemagne                                        | 0                                                | Match pour la 3e place |   |                                      |                                      |
|  |                                                  |                                                  |                        |   |                                      |                                      |
|  | Zagreb, 17-04-03 (25:20 25:21 25:19)             |                                                  |                        |   |                                      |                                      |
|  |                                                  |                                                  |                        |   |                                      |                                      |
|  | Italie                                           | 3                                                |                        |   |                                      |                                      |
|  | Italie                                           | 3                                                |                        |   |                                      |                                      |
|  | Allemagne                                        | 0                                                |                        |   |                                      |                                      |
|  | Allemagne                                        | 0                                                |                        |   |                                      |                                      |

## Distinctions individuelles
- MVP : Pavel Krouglov
- Meilleur attaquant : Marcel Gromadowski
- Meilleur contreur : Marcus Böhme
- Meilleur serveur : Roman Danilov
- Meilleur passeur : Serguei Grankine
- Meilleur réceptionneur : Anton Bessonov
- Meilleur libero : Matteo Cacchiarelli

## Classement final
| Place              | Équipe             |
| ------------------ | ------------------ |
| Médaille d'or      | Russie             |
| Médaille d'argent  | Pologne            |
| Médaille de bronze | Italie             |
| 4                  | Allemagne          |
| 5                  | Pays-Bas           |
| 6                  | République tchèque |
| 7                  | Slovaquie          |
| 8                  | Croatie            |